# جسر النساء

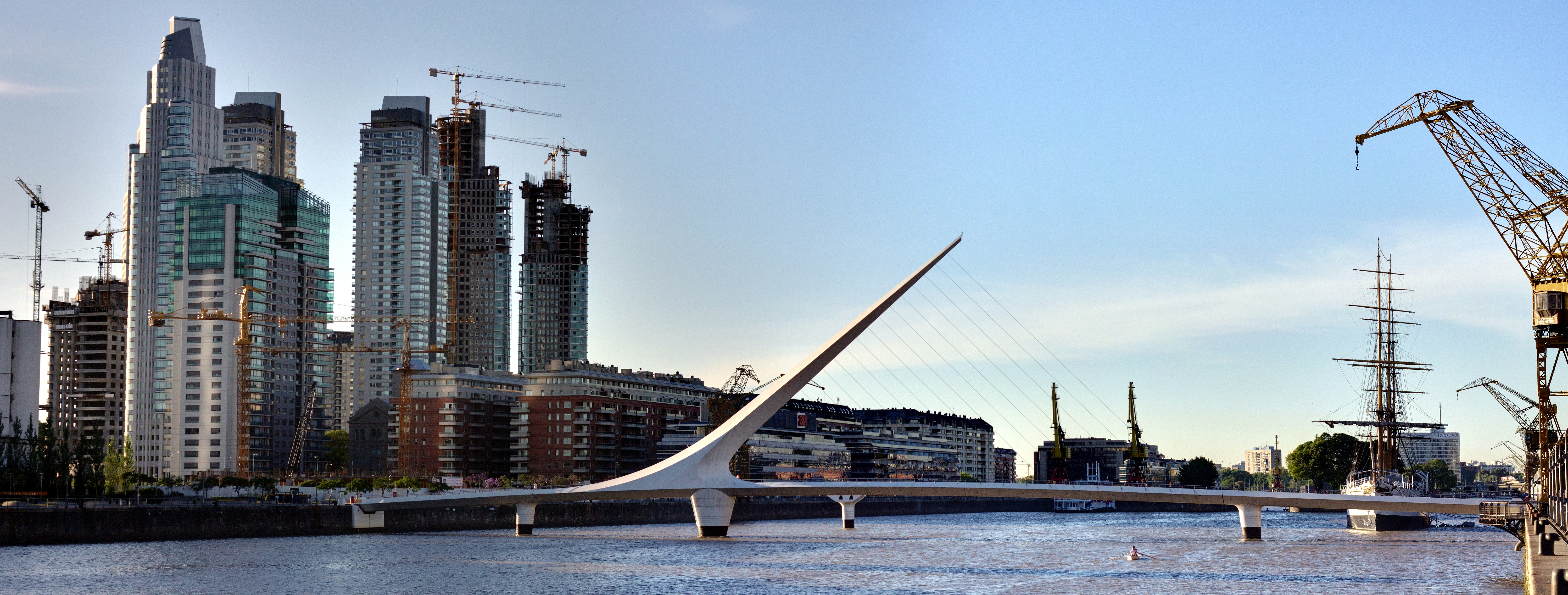
جسر النساء

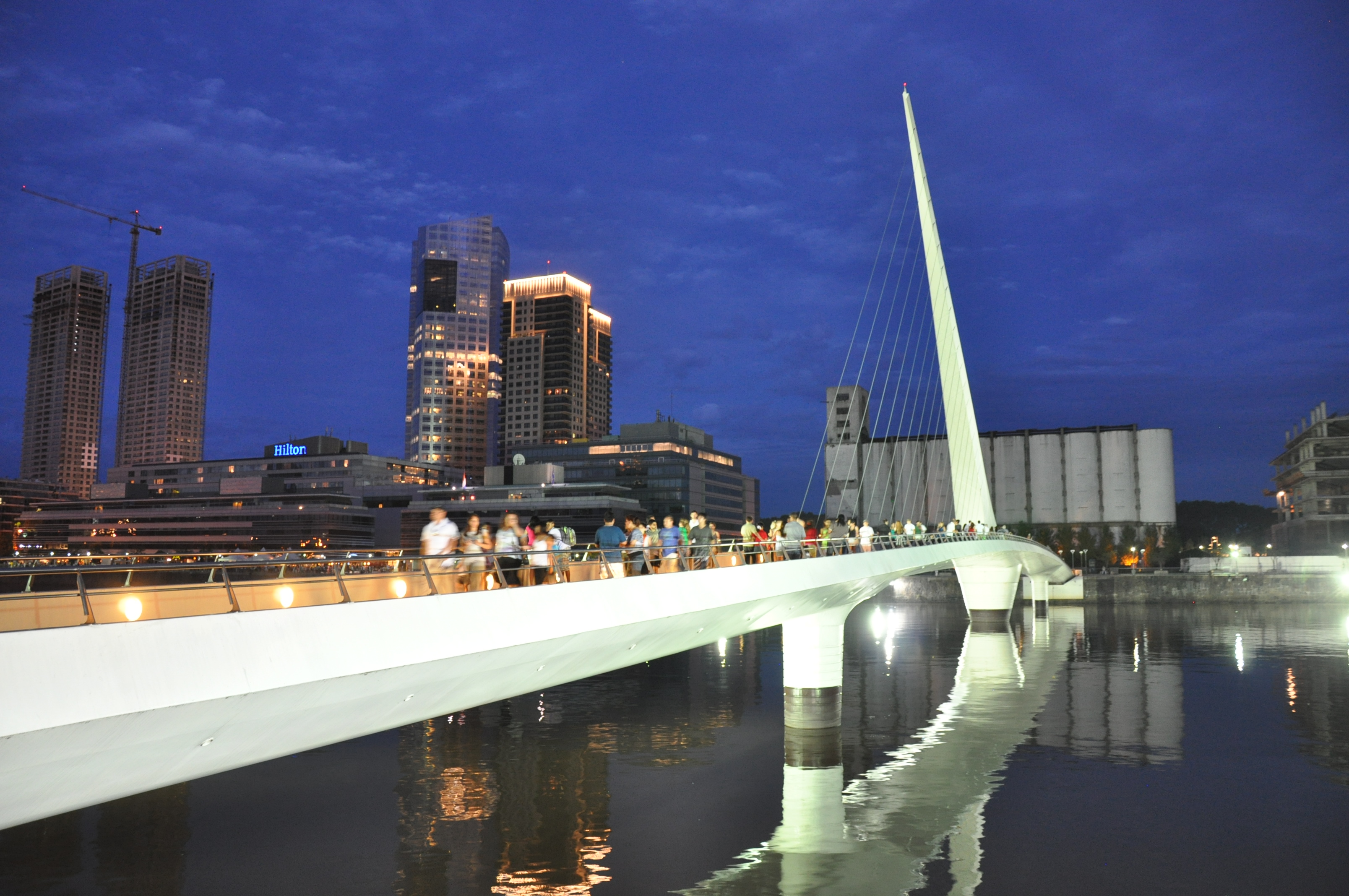
جسر النساء في بوينس أيرس.

جسر النساء أو جسر المرأة (بالإسبانية: Puente de la Mujer) جسر دوار يقع في بوينس أيرس، الأرجنتين. يمتد مسافة 170 وعلى ارتفاع 34 متراً. تم الانتهاء من بنائه عام 2001. وهو من تصميم المعماري سانتياغو كالاترافا، ومبني على أساس إنشائي يُدعى "Cable-stayed bridges" خاص بالجسور المعلقة، ويعتبر من الجسور المتأرجحة حيث يدور بزاوية 90 درجة لافساح المجال للسفن المارة.

## وصلات خارجية
- الموقع الرسمي.
- صور لجسر النساء.